# 郊狼巴辛牧場 (亞利桑那州)
郊狼巴辛牧場（英語：Coyote Basin Ranch）是位於美國亞利桑那州可可尼諾縣的一個非建制地區。該地的面積和人口皆未知。

## 地理
郊狼巴辛牧場的座標為34°50′33″N 111°25′52″W / 34.84250°N 111.43111°W，而該地的平均海拔高度為2266米（即7434英尺）。